# Dihammaphora aurovittata
Dihammaphora aurovittata là một loài bọ cánh cứng trong họ Cerambycidae.